# Pteris hartiana
Pteris hartiana är en kantbräkenväxtart som beskrevs av Jenm. Pteris hartiana ingår i släktet Pteris och familjen Pteridaceae. Inga underarter finns listade.